# Ermita de San Roque y San Sebastián (Albalat de la Ribera)
La ermita de San Roque y San Sebastián es un templo situado en la plaza de San Roque, en el municipio de Albalat de la Ribera. Es Bien de Relevancia Local con identificador número 46.21.008-002.
Está dedicada a los santos protectores contra la peste.

## Historia
La actual ermita se construyó a mediados del siglo XVII sobre los restos de una anterior del siglo XIV, la cual a su vez osupaba el lugar de una mezquita. El templo sirvió al Hospital de San Pedro, actualmente desaparecido. A mediados del siglo XIX padeció una restauración en la que se eliminó el retablo de los santos titulares, obra de Bartolomé Matarana. En los 1980s fue restaurada una vez más, intentando recuperar el aspecto original del edificio, en particular el color ocre.

## Descripción
La ermita se halla en el núcleo urbano de Albalat, mirando a la plaza de San Roque, formada por la confluencia de las calles de Caballeros y la del Castillo. Durante buena parte del periodo cristiano estuvo anexa al Hospital de San Pedro, hasta la desaparición del mismo. Un retablo de azulejos rememora los hechos más significativos de la historia de la institución hospitalaria.
En el conjunto se combinan elementos barrocos -como el frontón curvilíneo- con otros moriscos, más frecuentes en el interior. El campanario, situado en la esquina de la calle Caballeros, es un prisma triangular y está cubierto de tejas. En la fachada se abre la puerta adintelada. Sobre ella hay un retablo de azulejos, de 1943, con la imagen de San Roque y, más arriba, un óculo ovalado. A la derecha de la puerta hay un retablo cerámico de un paso del Vía Crucis, a la izquierda hay una placa cerámica con el nombre de la vía pública, placeta de Sant Roc. Hay dos faroles en la fachada.
El interior es de planta rectangular con piso de baldosas negras y blancas. Está constituido por una sola nave dividida en tres tramos y sacristía. Presenta capillas entre los contrafuertes. El coro tiene un artesonado de estilo morisco en su parte superior. La pila bautismal está tallada en piedra. El altar es exento, venerándose una imagen de San Roque de 1939, una talla de la Inmaculada y otra de San Sebastián.